# London Docklands

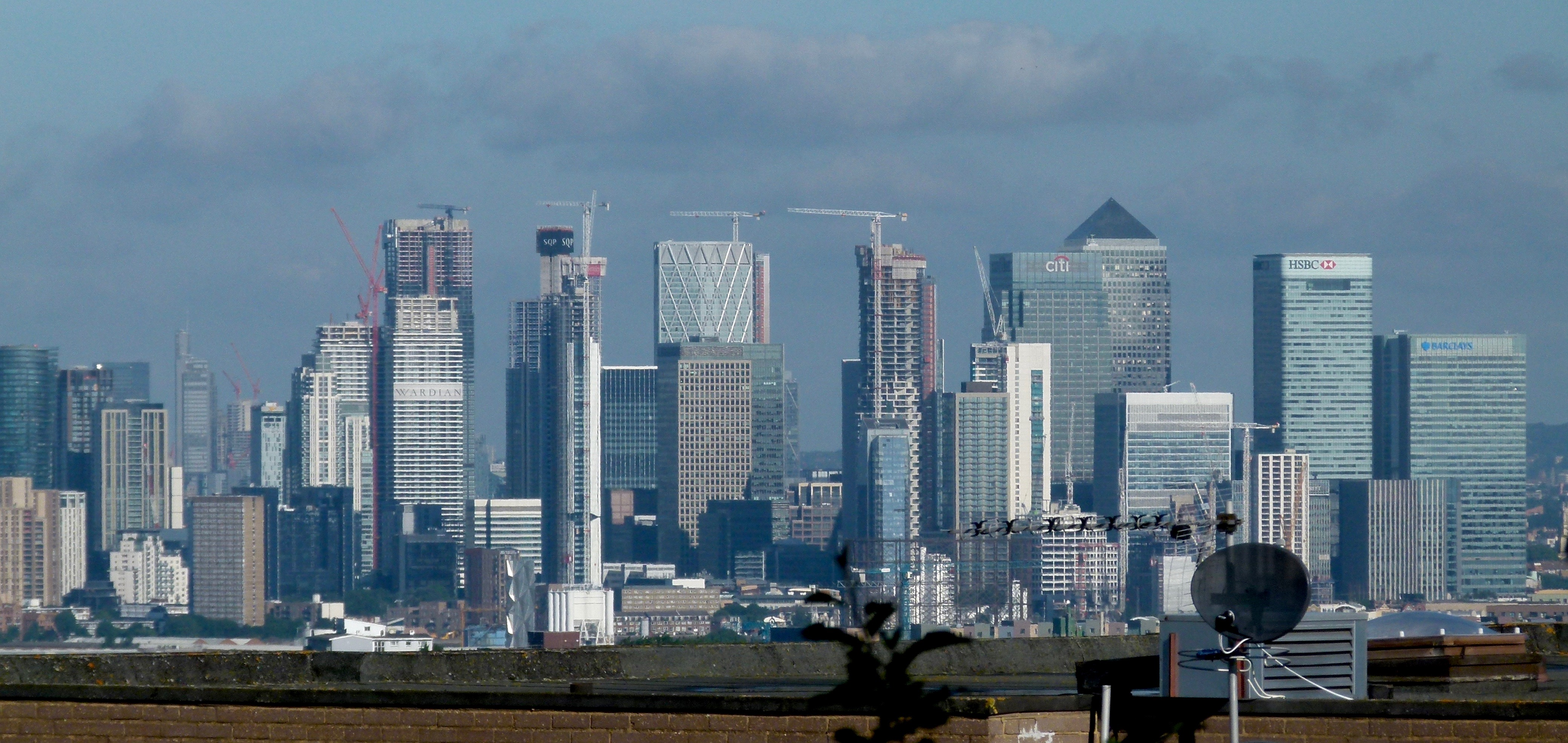
I grattacieli di Canary Wharf ai Docklands.

Docklands è il nome semi-ufficiale di una zona nell'est di Londra, comprende parti di diversi borough (come Southwark, Tower Hamlets, Newham e Greenwich) nell'area della Grande Londra.

## Etimologia
La parola deriva dall'uso comune in inglese di "dock", che si riferisce a un'area in cui persone o oggetti vengono depositati in attesa di essere prelevati da un mezzo di trasporto (per esempio il molo di un porto o la fermata di un bus). In senso estensivo, quindi, sono Docklands le aree in cui insistono le banchine cui vengono ormeggiate le imbarcazioni. 

## Storia
In epoca romana e medioevale le navi attraccavano in piccole banchine site in quella che oggi è la city of London o Southwark, un'area nota come Pool of London. Ma queste strutture non davano protezione contro gli elementi naturali, erano vulnerabili all'azione dei ladri e soffrivano di mancanza di adeguati spazi sulle banchine. 
L'Howland Great Dock  (costruito nel 1696 e successivamente divenuto il centro del Surrey Commercial Docks) venne progettato per risolvere questi problemi, dotandolo di un grande e sicuro attracco per 120 navi di grandi dimensioni. Esso fu un grande progetto che si sviluppò nel corso dei secoli soprattutto nell'era georgiana ed in quella vittoriana. Nel XIX secolo, infatti, i docks erano bacini navali parte del porto di Londra, a quel tempo il più grande porto del mondo. 

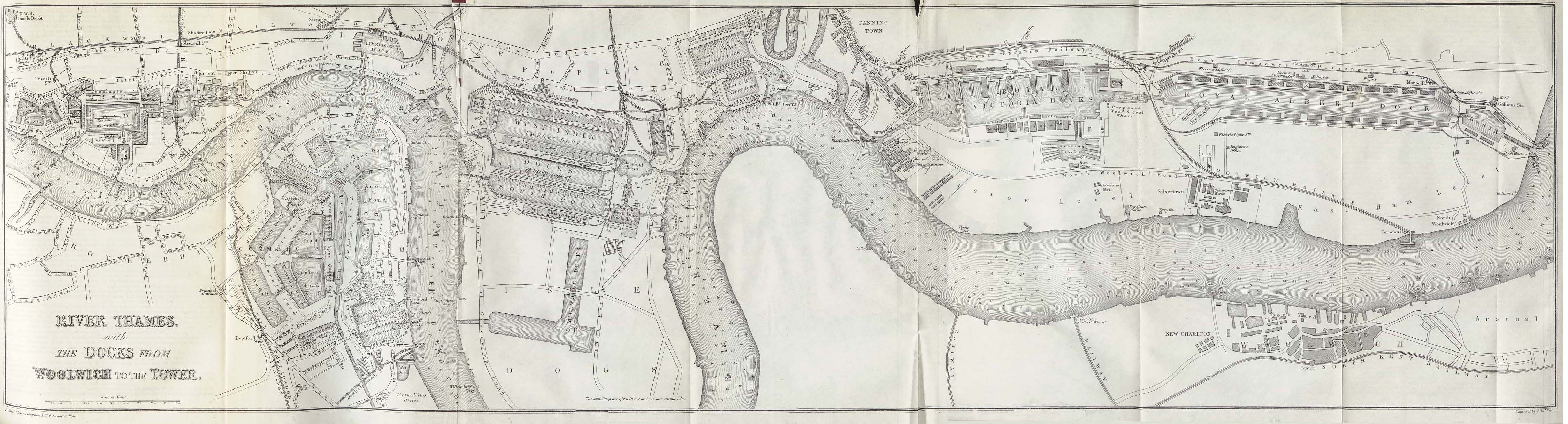
L'estensione dei London Docks nel 1882. Il the King George V verrà costruito nel 1921.

I primi docks dell'era georgiana fu il West India (aperto nel 1802), seguito dal the London (1805), dal the East India (1805), dal the Surrey (1807), dal St Katharine (1828) e dal the West India South (1829). I docks vittoriani furono costruito molto più ad est fra the Royal Victoria (1855), Millwall (1868) e Royal Albert (1880). Il the King George V venne aggiunto nel 1921. In ogni caso lo sviluppo si fermò con la seconda guerra mondiale.
Dalla seconda metà del XX secolo in poi, sono stati riqualificati e convertiti principalmente in area commerciale e residenziale. Il nome London Docklands venne usato per la prima volta in un rapporto del governo sul piano di ricostruzione del 1971.
Un altro importante intervento del governo fu la designazione di un'area da adibire a zona di affari concedendo delle importanti esenzioni fiscali a chi decidesse di realizzarvi delle nuove attività. Questo provvedimento attrasse molte aziende che investirono così nella ricostruzione prendendo vantaggio dalle significative agevolazioni pluriennali.
Il massiccio sviluppo dell'area realizzatosi negli anni ottanta e novanta la vide assurgere ad un agglomerato di uffici, edifici residenziali di lusso, negozi e sedi di piccole imprese. Il simbolo più importante di questo progetto è sicuramente 1 Canada Square, il secondo più alto grattacielo della Gran Bretagna divenuto la sede del secondo centro finanziario di Londra.
Le Docklands, storicamente ebbero carenti trasporti pubblici vista la scarsa popolazione della zona. A seguito della ricostruzione si rese necessaria la riorganizzazione di una efficace rete di trasporti pubblici. Venne allora progettata una metropolitana leggera, la Docklands Light Railway, che avrebbe dovuto connettere la zona delle Docklands con il centro di Londra. Venne pertanto costruita una metropolitana leggera con percorso di superficie ed utilizzando anche linee ferrate in disuso. Ad un costo molto modesto si riuscì così a connettere il nuovo insediamento al centro della città.
Utilizzando poi i terreni dei Royal Docks, venne costruito il London City Airport inaugurato nel 1987.

## Complesso dei Docks

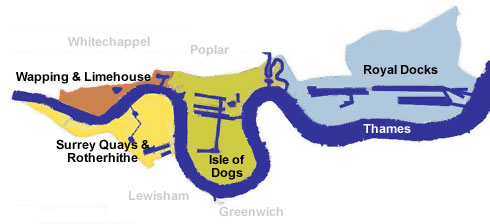
Suddivisione dei vari bacini dei Docklands

I London Docklands comprendono un complesso di ex infrastrutture portuali lungo le rive del Tamigi:
- St Katharine Docks, (Wapping)
- London Docks, (Wapping)
- Regent's Canal Dock (ora Limehouse Basin, Limehouse)
- Surrey Commercial Docks (ora Surrey Quays, Rotherhithe)
- West India Docks, Millwall Dock e Poplar Dock (Isle of Dogs)
- East India Docks (Blackwall)
- Royal Docks (Royal Victoria Dock, Royal Albert Dock & King George V Dock)

Esiste poi un altro complesso portuale a valle del Tamigi a Tilbury, ma esso non viene considerato parte delle Docklands.
L'area detta Docklands, che si trova sulla riva nord del Tamigi, comprende essenzialmente delle ex aree occupate dal Porto di Londra comprese nei boroughs di Tower Hamlets, Newham e Southwark. Essa non comprende il complesso dell'ex e dell'attuale porto di Londra.